# Jelisavac
Jelisavac (slovački: Jelisavec) je naselje u Hrvatskoj, regiji Slavonija u Osječko-baranjskoj županiji i pripada gradu Našice.

## Zemljopisni položaj
Nalazi se uz državnu cestu D2 (Podravsku magistralu), uz željezničku prugu Osijek – Našice te 7 km sjeveroistočno od Našica i 43 km zapadno od Osijeka. Istočno od mjesta Jelisavac nalazi se Breznica Našička, jugozapadno Markovac Našički i Našice, zapadno Velimirovac, južno Vukojevci ta sjeverno Lađanska. Selo se nalazi u nizini istočnohrvatske ravnice. Jelisavac se nalazi na 104 metara nadmorske visine.
Pripadajući poštanski broj je 31500 Našice, telefonski pozivni 031 i registarska pločica vozila NA (Našice). Površina katastarske jedinice naselja Jelisavac je 22,46 km·102 a pripada katastarskoj općini Breznica Našička. 

## Crkva
U selu je rimokatolička crkva Svete Elizabete koja pripada rimokatoličkoj župi Našice 2. Sv. Marka Evanđelista sa sjedištem u Markovcu Našičkom i našičkom dekanatu Požeške biskupije. Crkveni god ili kirvaj slavi se 8. srpnja.

## Stanovništvo
| broj stanovnika |       |       |       | 495   | 871   | 907   | 946   | 1133  | 1390  | 1444  | 1535  | 1410  | 1313  | 1323  | 1344  | 1265  | 1024  |
|                 | 1857. | 1869. | 1880. | 1890. | 1900. | 1910. | 1921. | 1931. | 1948. | 1953. | 1961. | 1971. | 1981. | 1991. | 2001. | 2011. | 2021. |

Od 1890. iskazuje se kao dio naselja, a od 1931. kao naselje. U 1991. ovom naselju pripojen je nenaseljeni dio područja iz naselja Vukojevci.

## Povijest
Krajem 19. stoljeća u drugoj polovici 1880.- tih a na poziv grofa Pejačevića selo naseljavaju prvi stanovnici koji dolaze iz sjeverne Slovačke okrug Trenčin. Uz Jelisavac tada je naseljen oko 1877. Markovac Našički, također Slovacima. Novi stanovnici su grofu bili potrebni za krčenje šuma i za stvaranje novih poljoprivrednih zemljišta, pošto u to doba među domicilnim stanovništvom nije bilo stanovništva naviknutog na ovu vrstu posla. Zanimljivo da je ime sela Jelisavac trebalo dobiti selo Velimirovac, po grofici Jelisaveti Pejačević, ali grofica nije pristala pošto je bila jako pobožna, a Velimirovac su naselili protestanti njemačke nacionalnosti. Selo Velimirovac dobilo ime po grofu Velimiru Pejačeviću. Nijemci koji su također došli na poziv grofa Pejačevića, a isto radi krčenja šuma, uz Velimirovac naselili su i susjednu Našičku Breznicu nešto ranije oko 1770. tih. Breznicu je naselilo njemačko stanovništvo katoličke vjere. Uz slovačke obitelji u Jelisavac je došlo i desetak obitelji poljske nacionalnosti iz mjesta Živjeca i Soli iz Galicije u današnjoj južnoj Poljskoj.

## Spomenici i znamenitosti
Ispred Osnovne škole Ivan Brnjik Slovak, 2021. postavljena je bista Ivana Brnjika Slovaka, koju je oblikovala i napravila akademska kiparica i učiteljica Likovne kulture Tamara Sekulić.

## Obrazovanje
U selu se nalazi Osnovna škola Ivana Brnjik - Slovak uz koju je novo sagrađena školsko-športska dvorana.

## Kultura
U selu djeluje Slovačko kulturno umjetničko društvo "SKUD Ivan Brnjik- Slovak". 

## Šport
- NK Vihor natječe se u 3. HNL – Istok.

## Ostalo
- Dobrovoljno vatrogasno društvo Jelisavac.
- Lovačko društvo "Sokol" Jelisavac
- Društvo "Naša djeca" Jelisavac
- Matica Slovačka Jelisavac

## Vanjske poveznice
- http://www.savez-slovaka.hr/

.